# Carretera Federal 8
La Carretera Federal 8 es una carretera mexicana que recorre el Noroeste del estado de Sonora, Inicia en la frontera con los EE. UU., en el puesto fronterizo con Lukeville, Arizona donde enlaza con la Ruta 85 de Arizona, a pocos kilómetros al sur de la frontera cruza la ciudad de Sonoyta donde se cruza con la Carretera Federal 2 y continúa a través de la Reserva de la Biosfera El Pinacate y Gran Desierto de Altar hasta terminar en Puerto Peñasco, tiene una longitud de 100 km.
Las carreteras federales de México se designan con números impares para rutas Norte-Sur y con números pares para las rutas Este-Oeste. Las designaciones numéricas ascienden hacia el Sur de México para las rutas Norte-Sur y ascienden hacia el Este para las rutas Este-Oeste. Por lo tanto, la carretera federal 8, debido a que su trayectoria es Este-Oeste, tiene la designación de número par, y por estar ubicada en el Noroeste de México le corresponde la designación N° 8.

## Trayectoria

### Sonora
- Sonoyta – Carretera Federal 2
- Puerto Peñasco